# Лушев, Пётр Георгиевич
Пётр Гео́ргиевич Лу́шев  (18 октября 1923 — 23 марта 1997) — советский военачальник, генерал армии (1981), Герой Советского Союза (17.10.1983).

## Биография
Родился в семье крестьянина в деревне Побоище Емецкого уезда Архангельской губернии (ныне Холмогорского района Архангельской области), русский. Через несколько лет семья переехала в посёлок лесозавода имени Ленина (ЛДК № 3) в черте Архангельска. Окончил среднюю школу № 95 в Архангельске.

### Великая Отечественная война
Сразу после начала Великой Отечественной войны в августе 1941 года был призван в Красную Армию Первомайским районным военкоматом Архангельска. Окончил курсы младших лейтенантов. В действующей армии с июня 1942 года. Воевал на Волховском и Ленинградском фронтах. Командир стрелкового взвода 1-го стрелкового батальона 61-го гвардейского стрелкового полка 19-й гвардейской стрелковой дивизии П. Лушев особенно отличился в тяжёлых боях Синявинской наступательной операции, где был дважды ранен (в связи с отправкой в госпиталь награждён не был, за эту операцию награждён орденом Красной Звезды только в 1944 году), в 1944 году — командир стрелковой роты и адъютант командира 389-го запасного стрелкового полка 36-й запасной стрелковой дивизии, в 1945 году — старший адъютант батальона (в современной армии этой должности соответствует должность начальника штаба батальона).
Участвовал в Синявинской наступательной операции 1942 года (в которой был ранен легко в правый висок в июле 1942 г., 30.8.1942 г. ранен легко, осколком мины, в левое бедро), в Ленинградско-Новгородской операции, Прибалтийской операции, в блокаде Курляндской группировки. Награждён орденом Красной Звезды. В октябре 1943 года в бою на Украине погиб отец П. Г. Лушева — красноармеец Егор Фёдорович Лушев (1895—1943).

### Послевоенное время
После войны в 1947 году окончил курсы усовершенствования офицерского состава. Служил начальником штаба танкового батальона, командиром танкового батальона. Член ВКП(б) с 1951 года. В 1954 году окончил Военную академию бронетанковых войск имени И. В. Сталина. С 1954 года командовал танковым полком, был заместителем командира танковой дивизии.
В 1966 году окончил Военную академию Генерального штаба. С июля 1966 года — командир 44-й учебной танковой дивизии. С мая 1968 года — командир 4-й гвардейской танковой Кантемировской дивизии в Московском военном округе. С июня 1969 года был первым заместителем командующего 3-й общевойсковой армией Группы советских войск в Германии, а с ноября 1971 года — командующим 1-й гвардейской танковой Краснознамённой армией в составе ГСВГ (штаб — Дрезден, ГДР). В 1973 году окончил Высшие академические курсы при Военной академии Генерального штаба Вооружённых Сил СССР имени К. Е. Ворошилова.

### На высших командных должностях
С 30 июля 1973 года — первый заместитель Главнокомандующего Группой советских войск в Германии. С июня 1975 года — командующий войсками Приволжского военного округа, генерал-полковник (февраль 1976). С ноября 1977 года — командующий войсками Среднеазиатского военного округа. С ноября 1980 года — командующий войсками Московского военного округа. Воинское звание «генерал армии» присвоено указом Президиума Верховного Совета СССР от 2 ноября 1981 года. 
С июля 1985 года — Главнокомандующий Группой советских войск в Германии.

Шустко, Л. С.Лушев П. Г. в Майкопском гарнизоне 1986

С июня 1986 года — первый заместитель Министра обороны СССР. С 24 января 1989 года — Главнокомандующий Объединёнными Вооружёнными силами государств — участников Варшавского договора, был последним военачальником, занимавшим эту должность. С 26 апреля 1991 года — военный инспектор-советник Группы генеральных инспекторов Министерства обороны СССР.
Депутат Верховного Совета СССР 10-го и 11-го созывов (1979—1989). Народный депутат СССР в 1989–1991 годах. Член ЦК КПСС в 1981–1990 годах.

### В отставке
С января 1992 года — в отставке. Жил в Москве. Умер 23 марта 1997 года. Похоронен на Новодевичьем кладбище.

## Воинские звания
- генерал-майор танковых войск (25.10.1967)
- генерал-лейтенант танковых войск (2.11.1972[4])
- генерал-полковник (19.02.1976)
- генерал армии (2.11.1981)

## Награды

Памятник на Новодевичьем кладбище Москвы.

- Герой Советского Союза (Указ от 17 октября 1983, «за большой вклад, внесённый в повышение боевой готовности войск, умелое руководство частями, соединениями и объединениями, личное мужество и отвагу, проявленные в борьбе с немецко-фашистскими захватчиками в годы Великой Отечественной войны»).
- Два ордена Ленина (вторым награждён 17.10.1983)
- Орден Красного Знамени
- Орден Отечественной войны 1-й степени (11.03.1985)
- Два ордена Красной Звезды (первым награждён 18.10.1944[1])
- Орден «За службу Родине в Вооружённых Силах СССР» 3-й степени
- Медаль «За оборону Ленинграда» (1943)
- Медали СССР
- Медали РФ

Награды иностранных государств
- Орден Шарнхорста (ГДР)
- Медаль «30 лет Болгарской народной армии» (Болгария, 14.09.1974)
- Медаль «40 лет Социалистической Болгарии» (Болгария, 15.01.1985)
- Медаль «40 лет Победы над гитлеровским фашизмом» (Болгария, 16.05.1985)
- Медаль «За укрепление братства по оружию» (Болгария, 28.04.1990)
- Медаль «Братство по оружию» (Польша, 12.10.1988)
- Медаль «За укрепление дружбы по оружию» в серебре (ЧССР)
- Медаль «За укрепление дружбы по оружию» в бронзе (ЧССР)
- Медаль «40 лет освобождения Чехословакии Советской Армией» (ЧССР, 19.03.1985)
- Медаль «30 лет Национальной Народной Армии» (ГДР)
- Медаль «50 лет Монгольской Народной Армии» (Монголия, 15.03.1971)
- Медаль «30 лет Победы над милитаристской Японией» (Монголия, 08.01.1976)
- Медаль «20-я годовщина Революционных Вооруженных сил Кубы» (Куба, 1976)
- Медаль «30-я годовщина Революционных Вооруженных сил Кубы» (Куба, 1986)

## Память
- В память о П. Г. Лушеве в 2005 году установлена мемориальная доска на здании средней школы № 95 в городе Архангельске, которую он окончил.
- Именем генерала Лушева названа улица в Архангельске[5].